# Jan Dhondt
Jan Dhondt (* 20. Januar 1915 in Gentbrugge bei Gent; † 20. August 1972 in Beirut) war ein belgischer Mediävist und Historiker.

## Leben
Jan Dhondt besuchte das Athenäum in Gent und studierte ab 1933 an der Universität Gent mit dem Abschluss 1937. Zu seinen Lehrern zählten in Gent François Louis Ganshof (der Nachfolger des 1930 emeritierten Henri Pirenne), Hans Van Werveke und Hubert Van Houtte. Er studierte außerdem in Paris. 1938 wurde er über Heinrich I. promoviert. Danach forschte er, nachdem er 1939 einen Stipendienwettbewerb gewonnen hatte, für den Fonds National de la Recherche Scientifique und war von 1942 bis 1944 Archivar am Allgemeinen Reichsarchiv (Algemeen Rijksarchief) in Brüssel. In dieser Funktion war er an der Veröffentlichung des ersten Teils der Verhandlungen der Generalstaaten der Niederlande (für die Jahre 1427–1477) beteiligt. Oktober 1944 hatte er eine Vertretungsprofessur in Gent, wurde 1945 Dozent für Zeitgeschichte und 1948 ordentlicher Professor. Er starb an einem Herzanfall in Beirut, wo er zur Zwischenlandung war, und ist dort begraben.
Von 1962 bis 1970 war er Gastprofessor und von 1963 bis 1966 Rektor der Universität des Kongo in Lubumbashi.
Neben mittelalterlicher Geschichte (Anfänge der germanisch-romanischen Sprachgrenze, Karolinger, Frankreich im 11. Jahrhundert, Grafschaft Flandern vor dem 13. Jahrhundert) befasste er sich auch mit der Geschichte der Generalstaaten und der Geschichte der Arbeiterbewegung in Belgien und Sozial- und Wirtschaftsgeschichte des 19. und 20. Jahrhunderts. Er baute sogar – obwohl von Haus aus Mediävist – nach dem Krieg die Abteilung Neuere Geschichte an der Universität Gent auf, die vor seiner Ernennung nicht existierte. Er gründete 1955 das Interuniversitäre Zentrum für Zeitgeschichte in Belgien (Interuniversitair Centrum voor Hedendaagse Geschiedenis) und mit Jan Craeybeckx gründete er 1969 die Zeitschrift Belgisch Tijdschrift voor Nieuwste Geschiedenis.
Er unterhielt enge persönliche Kontakte zur Annales-Schule in Frankreich.
Dhondt stammte aus einer liberalen und antiklerikalen Familie. Nachdem er anfangs von Friedrich Nietzsche beeinflusst war, war er nach 1936 stark vom Marxismus beeinflusst, war im Krieg in der Unabhängigkeitsfront, nach dem Krieg kurz in der Kommunistischen Partei und stand danach der Belgischen Sozialistischen Partei nah. Er nahm an deren Seminaren in Klemskerke teil und schrieb in ihrer Monatszeitschrift Sozialistische Standpunkte.
1947 und 1948 erhielt er den Prix Gobert der Académie des Inscriptiones et Belles Lettres in Paris.
Nach seinem Tod stiftete die Universität Gent den jährlich verliehenen Jan Dhondt Preis für die besten Geschichtsstudenten.
Er war mit Lea Sevens verheiratet und hatte zwei Kinder.

## Schriften

### Als Verfasser
- Les origines de la Flandre et de l’Artois, Arras 1944
- Gent, Antwerpen 1947
- Etudes sur la naissance des Principautés Territoriales de France (IXe-Xe siècles), Brügge 1948 (dafür erhielt er den Prix Gobert)
- Geschiedkundige opstellen, Antwerpen 1965 (Aufsatzsammlung)
- Henri Pirenne, historien des institutions urbaines, 1966
- Histoire de Belgique, Que-sais-je ?, Paris 1968
- Das frühe Mittelalter, Fischer Weltgeschichte, Band 10, Fischer Taschenbuchverlag 1968 (mit kurzer Biografie)

### Als Herausgeber
- Geschiedenis van de socialistische arbeidersbeweging in België, Uitgeverij Ontwikkeling Antwerpen, 1960–1967